# Naca
Naca is een bestuurslaag in het regentschap Aceh Selatan van de provincie Atjeh, Indonesië. Naca telt 293 inwoners (volkstelling 2010).